# Ôn Giang
Ôn Giang (chữ Hán giản thể:温江区, Hán Việt: Ôn Giang khu) là một quận thuộc thành phố Thành Đô, Cộng hoà Nhân dân Trung Hoa. Quận này có diện tích 277 km2, dân số 326.700 người. Ôn Giang nằm phía tây của Thành Đô, ở vùng xa trung tâm thuộc bình nguyên Thành Đô, khí hậu ôn hoà. Sông Ôn Giang chảy trong quận nên quận có tên gọi như vậy. 4000 năm trước, vương quốc Ngư ? Cổ Thục (古蜀鱼凫王国) bắt nguồn tại đây, từ xưa đây là một trấn trọng điểm của Tứ Xuyên. Năm 1002, giải lập quận Ôn Giang từ huyện cùng tên.
Về mặt hành chính, quận Ôn Giang có các đơn vị hành chính gồm 4 nhai đạo: Liễu Thành, Công Bình, Dũng Tuyền, Thiên Phủ và 6 trấn: Hoà Thạnh, Vĩnh Thạnh, Kim Mã, Vĩnh Ninh, Vạn Xuân, Thọ An.